# Catapausa bispinosa
Catapausa bispinosa är en skalbaggsart som beskrevs av Aurivillius 1908. Catapausa bispinosa ingår i släktet Catapausa och familjen långhorningar. Inga underarter finns listade.